# به روزرسانی از طریق هوا
به‌روزرسانی از طریق هوا (یا به‌روزرسانی OTA) (به انگلیسی: Over-the-air update) که با نام برنامه‌نویسی خارج از هوا هم شناخته می‌شود، یک مدل از روش های به‌روزرسانی یک سیستم تعبیه‌شده است که از طریق یک شبکه بی‌سیم، مانند وای-فای یا شبکه سلولی انجام می‌شود. این سیستم های تعبیه‌شده شامل تلفن همراه، تبلت، ست تاپ باکس، خودرو و تجهیزات مخابراتی می‌شوند.
به‌روزرسانی‌های OTA برای ماشین‌ها و دستگاه‌های اینترنت اشیا را، سیستم‌افزار روی هوا (یا به اختصار FOTA) نیز می‌نامند. اجزای مختلفی که ممکن است در OTA به روز شوند، عبارتند از سیستم عامل دستگاه، برنامه ها، تنظیمات پیکربندی و پارامترهایی مانند کلیدهای رمزگذاری.